# Listig stekelvarken
Het listig stekelvarken (Coendou melanurus) is een zoogdier uit de familie van de stekelvarkens van de Nieuwe Wereld (Erethizontidae). De wetenschappelijke naam van de soort werd voor het eerst geldig gepubliceerd door Wagner in 1842.
In Suriname is dit een zeldzaam dier dat alleen in de oostelijke laaglandbossen voorkomt.